# Entopylaceae
Famille
Les Entopylaceae sont une famille d'algues de l'embranchement des Bacillariophyta, de la classe des Bacillariophyceae et de l’ordre des Cyclophorales.

## Systématique
La famille des Entopylaceae est attribuée, en 1862, au phycologue germano-autrichien Albert Grunow (en) (1826-1914).

## Étymologie
Le nom vient du genre type Entopyla, composé du  préfixe ento-, « en dedans », et du suffixe -pyla, porte ; littéralement « porte interne », sans doute en référence aux pores internes qui permettent l'extrusion du mucilage nécessaire à l'accolement des cellules de cette diatomée, lors de la formation des colonies.

## Description
Le nom vient du genre type Entopyla constitue des cellules coloniales, unies par le mucilage extrudé par le champ de pores apical de la valve concave pour former des chaînes en forme de ruban. En « vue en ceinture », les frustules sont courbés, présentant une valve concave, l'autre convexe. 

## Liste des genres
Selon AlgaeBase (30 avril 2022) :
- Entopyla Ehrenberg, 1848
- Gephyria Arnott, 1858